# Lennusadam
Lennusadam is een maritiem museum in de Estse hoofdstad Tallinn. Het ligt in een oude loods voor watervliegtuigen. Het wordt beheerd door het Ests scheepvaartmuseum.

## Collectie
Het museum is opgedeeld in drie verdiepingen die allemaal een thema hebben. De thema's zijn in de lucht, op het water en onder het water. Meerdere schepen zijn tentoongesteld in de loods waaronder de onderzeeër Lembit uit 1934, het 16-eeuwse scheepswrak Maasilinna laev en de ijsbreker Suur Tõll. Ook bevindt zich hier een replica van een watervliegtuig uit de Tweede Wereldoorlog.